# MAM Records
MAM Records fue un sello discográfico británico fundado en 1970 por el productor Gordon Mills y el cantante Tom Jones y distribuido por Decca Records. 

## Historia
El primer sencillo lanzado en el sello fue "I Hear You Knocking" de Dave Edmunds en 1970. Más tarde ese año, Gilbert O'Sullivan comenzó su racha de sencillos exitosos con "Nothing Rhymed", y también proporcionó a la compañía su primer álbum de éxito en 1971 con Himself,  al que siguieron Back to Front, I'm a Writer, Not a Fighter, y A Stranger In My Own Back Yard.
Lynsey de Paul firmó con el sello en 1972, alcanzando el éxito con "Sugar Me". También lanzó su álbum debut, Surprise (álbum de Lynsey de Paul), bajo el sello en 1973, y un álbum recopilatorio, The World of Lynsey de Paul (también conocido como Lynsey Sings ) en 1974. Engelbert Humperdinck también fue un importante artista para la compañía. Si bien no obtuvo ningún éxito, el sello también lanzó sencillos de Frank Ifield, así como de Johnny Nash, Leapy Lee y Tina Charles . La distribución de discos MAM cambió a EMI a mediados de la década de 1970.
MAM fue una de las compañías discográficas más exitosas del Reino Unido a principios de la década de 1970. Se diversificó en máquinas tragamonedas y aerolíneas pero, a fines de la década de 1970, estaba perdiendo terreno frente a compañías estadounidenses como RCA Records .
El sello se vendió en la década de 1980 a Chrysalis Records. Tras la venta de Chrysalis a EMI Records en 1991, EMI reeditó muchas grabaciones que antes eran propiedad de MAM. Después de la ruptura de EMI en 2013, Chrysalis fue vendida a BMG Rights Management y su distribución corrió a cargo de Warner Music .